# Лендава
Лендава (словен. Lendava) — поселення в общині Лендава, Помурський регіон, Словенія. Висота над рівнем моря: 161,1 м.